# Aeropuerto Internacional Rey Khalid
El Aeropuerto Rey Khalid está localizado a 35 kilómetros de Riad, capital de Arabia Saudita, diseñado por la firma arquitectónica de Hellmuth, Obata, y Kassabaum.
Abierto en 1983, era el aeropuerto con mayor área (225 km²); hasta que el Aeropuerto Internacional Rey Fahd fue completado en 1999, convirtiéndose en el mayor aeropuerto reconocido del mundo. 
En esta área se ubican las principales instalaciones del aeropuerto como pistas, torre de control, terminales, entre otras. Es la puerta de conexión de la capital árabe, y por esta razón fue construido pensando en la necesidad de la región.

## Aerolíneas y destinos

### Destinos nacionales
| Ciudades | Nombre del aeropuerto                                   | Aerolíneas             | Aeronaves | Frecuencias semanales |
| -------- | ------------------------------------------------------- | ---------------------- | --------- | --------------------- |
| Abha     | Aeropuerto Regional de Abha                             | flyadeal Flynas Saudia | A32x      |                       |
| Al Bahah | Aeropuerto nacional de Al-Baha                          | Flynas Saudia          | A32x      |                       |
| Al-Ula   | Aeropuerto Nacional Príncipe Abdul Majeed bin Abdulaziz | Flynas Saudia          | A32x      |                       |
| Arar     | Aeropuerto nacional de Arar                             | Flynas Saudia          | A32x      |                       |
| Bisha    | Aeropuerto nacional de Bisha                            | Flynas Saudia          | A32x      |                       |
| Dammam   | Aeropuerto Internacional Rey Fahd                       | flyadeal Flynas Saudia | A32x      |                       |
| Medina   | Aeropuerto Príncipe Mohammad Bin Abdulaziz              | flyadeal Flynas Saudia | A32x      |                       |
| Tabuk    | Aeropuerto Regional de Tabuk                            | flyadeal Flynas Saudia | A32x      |                       |
| Taif     | Aeropuerto Regional de Taif                             | flyadeal Flynas Saudia | A32x      |                       |
| Yanbu    | Aeropuerto de Yanbu                                     | Saudia                 |           |                       |
| Yida     | Aeropuerto Internacional Rey Abdulaziz                  | flyadeal Flynas Saudia | A32x      |                       |

### Destinos internacionales
| Ciudades por países    | Nombre del aeropuerto                                  | Aerolíneas                                                     | Aeronaves       | Frecuencias semanales |        |
| África                 | África                                                 | África                                                         | África          | África                | África |
| ---------------------- | ------------------------------------------------------ | -------------------------------------------------------------- | --------------- | --------------------- | ------ |
| Egipto                 |                                                        |                                                                |                 |                       |        |
| Alejandría             | Aeropuerto de Borg El Arab                             | Air Arabia Egypt Egyptair Saudia                               | A320-214        |                       |        |
| Asiut                  | Aeropuerto de Asiut                                    | Air Cairo                                                      | A32x            |                       |        |
| El Cairo               | Aeropuerto Internacional de El Cairo                   | Egyptair Flynas Saudia                                         | A32x            |                       |        |
| Sharm el-Sheij         | Aeropuerto Internacional de Sharm el-Sheij             | Saudia                                                         |                 |                       |        |
| Suhag                  | Aeropuerto Internacional de Suhag                      | Air Cairo                                                      | A32x            |                       |        |
| Etiopía                |                                                        |                                                                |                 |                       |        |
| Adís Abeba             | Aeropuerto Internacional Bole                          | Ethiopian Saudia                                               |                 |                       |        |
| Marruecos              |                                                        |                                                                |                 |                       |        |
| Casablanca             | Aeropuerto Internacional Mohámmed V                    | Royal Air Maroc Saudia                                         |                 |                       |        |
| Sudán                  |                                                        |                                                                |                 |                       |        |
| Jartum                 | Aeropuerto Internacional de Jartum                     | Flynas (suspendido) Saudia (suspendido) Tarco Air (suspendido) | A32x            |                       |        |
| Norteamérica           |                                                        |                                                                |                 |                       |        |
| Estados Unidos         |                                                        |                                                                |                 |                       |        |
| Nueva York             | Aeropuerto Internacional John F. Kennedy               | Saudia                                                         |                 |                       |        |
| Washington D. C.       | Aeropuerto Internacional Washington-Dulles             | Saudia                                                         |                 |                       |        |
| Asia                   |                                                        |                                                                |                 |                       |        |
| Azerbaiyán             |                                                        |                                                                |                 |                       |        |
| Bakú                   | Aeropuerto Internacional Heydar Aliyev                 | Flynas                                                         | A32x            |                       |        |
| Bangladés              |                                                        |                                                                |                 |                       |        |
| Dacca                  | Aeropuerto Internacional Zia                           | Biman Bangladesh Airlines Saudia                               |                 |                       |        |
| Baréin                 |                                                        |                                                                |                 |                       |        |
| Manama                 | Aeropuerto Internacional de Baréin                     | Flynas Gulf Air Lufthansa Saudia                               | A32x            |                       |        |
| Catar                  |                                                        |                                                                |                 |                       |        |
| Doha                   | Aeropuerto Internacional Hamad                         | Qatar Airways Saudia Flynas                                    |                 |                       |        |
| China                  |                                                        |                                                                |                 |                       |        |
| Guangzhou              | Aeropuerto Internacional de Cantón-Baiyun              | Saudia                                                         |                 |                       |        |
| Pekín                  | Aeropuerto Internacional de Pekín-Capital              | Air China                                                      |                 |                       |        |
| Pekín                  | Aeropuerto Internacional de Pekín-Daxing               | Saudia China Southern Airlines                                 |                 |                       |        |
| Shanghái               | Aeropuerto Internacional de Shanghái-Pudong            | China Eastern Airlines                                         |                 |                       |        |
| Shenzhen               | Aeropuerto Internacional de Shenzhen-Bao'an            | China Southern Airlines                                        |                 |                       |        |
| Emiratos Árabes Unidos |                                                        |                                                                |                 |                       |        |
| Abu Dabi               | Aeropuerto Internacional de Abu Dabi                   | Etihad Airways Saudia                                          |                 |                       |        |
| Dubái                  | Aeropuerto Internacional de Dubái                      | Emirates flydubai Flynas Saudia                                | B737 A32x       |                       |        |
| Sharjah                | Aeropuerto Internacional de Sharjah                    | Air Arabia                                                     | A32x            |                       |        |
| Filipinas              |                                                        |                                                                |                 |                       |        |
| Manila                 | Aeropuerto Internacional Ninoy Aquino                  | Saudia Philippine Airlines                                     |                 |                       |        |
| Georgia                |                                                        |                                                                |                 |                       |        |
| Batumi                 | Aeropuerto Internacional de Batumi                     | Saudia (Estacional)                                            | A32x            |                       |        |
| Tiflis                 | Aeropuerto Internacional de Tiflis                     | Flynas                                                         | A32x            |                       |        |
| India                  |                                                        |                                                                |                 |                       |        |
| Bombay                 | Aeropuerto Internacional Chhatrapati Shivaji           | Air India Saudia SpiceJet                                      |                 |                       |        |
| Hyderabad              | Aeropuerto Internacional Rajiv Gandhi                  | Flynas Saudia                                                  | A32x            |                       |        |
| Kochi                  | Aeropuerto Internacional de Cochín                     | Saudia                                                         |                 |                       |        |
| Kozhikode              | Aeropuerto Internacional de Kozhikode                  | Air India Express Saudia                                       |                 |                       |        |
| Lucknow                | Aeropuerto Internacional Chaudhary Charan Singh        | Saudia                                                         |                 |                       |        |
| Nueva Delhi            | Aeropuerto Internacional Indira Gandhi                 | Air India Flynas Saudia                                        | A32x            |                       |        |
| Indonesia              |                                                        |                                                                |                 |                       |        |
| Yakarta                | Aeropuerto Internacional Soekarno-Hatta                | Saudia                                                         |                 |                       |        |
| Irak                   |                                                        |                                                                |                 |                       |        |
| Bagdad                 | Aeropuerto Internacional de Bagdad                     | Flynas Iraqi Airways                                           |                 |                       |        |
| Jordania               |                                                        |                                                                |                 |                       |        |
| Amán                   | Aeropuerto Internacional Queen Alia                    | Flynas Royal Jordanian Saudia                                  | A32x            |                       |        |
| Kuwait                 |                                                        |                                                                |                 |                       |        |
| Ciudad de Kuwait       | Aeropuerto Internacional de Kuwait                     | Flynas Jazeera Airways Kuwait Airways Saudia                   | A32x            |                       |        |
| Líbano                 |                                                        |                                                                |                 |                       |        |
| Beirut                 | Aeropuerto Internacional de Beirut                     | Flynas Middle East Airlines Saudia                             | A32x A3xx       |                       |        |
| Malasia                |                                                        |                                                                |                 |                       |        |
| Kuala Lumpur           | Aeropuerto Internacional de Kuala Lumpur               | Saudia                                                         |                 |                       |        |
| Maldivas               |                                                        |                                                                |                 |                       |        |
| Malé                   | Aeropuerto Internacional de Malé                       | Saudia                                                         |                 |                       |        |
| Omán                   |                                                        |                                                                |                 |                       |        |
| Mascate                | Aeropuerto Internacional de Seeb                       | Oman Air SalamAir Saudia Flynas                                | B7x7 A32x-251N* |                       |        |
| Pakistán               |                                                        |                                                                |                 |                       |        |
| Islamabad              | Aeropuerto Internacional de Islamabad                  | Airblue Flynas Pakistan International Airlines                 | A32x            |                       |        |
| Karachi                | Aeropuerto Internacional Jinnah                        | Saudia                                                         |                 |                       |        |
| Lahore                 | Aeropuerto Internacional Allama Iqbal                  | Flynas Pakistan International Airlines Saudia                  | A32x            |                       |        |
| Peshawar               | Aeropuerto Internacional de Peshawar                   | Pakistan International Airlines                                |                 |                       |        |
| Sialkot                | Aeropuerto Internacional de Sialkot                    | Pakistan International Airlines                                |                 |                       |        |
| Siria                  |                                                        |                                                                |                 |                       |        |
| Damasco                | Aeropuerto Internacional de Damasco                    | Syrian Air                                                     |                 |                       |        |
| Sri Lanka              |                                                        |                                                                |                 |                       |        |
| Colombo                | Aeropuerto Internacional Bandaranaike                  | SriLankan Airlines                                             | A3xx            |                       |        |
| Tailandia              |                                                        |                                                                |                 |                       |        |
| Bangkok                | Aeropuerto Internacional Suvarnabhumi                  | Saudia                                                         |                 |                       |        |
| Uzbekistán             |                                                        |                                                                |                 |                       |        |
| Taskent                | Aeropuerto Internacional de Taskent                    | Flynas                                                         | A32x            |                       |        |
| Yemen                  |                                                        |                                                                |                 |                       |        |
| Aden                   | Aeropuerto Internacional de Aden                       | Yemenia                                                        |                 |                       |        |
| Europa                 |                                                        |                                                                |                 |                       |        |
| Alemania               |                                                        |                                                                |                 |                       |        |
| Fráncfort del Meno     | Aeropuerto de Fráncfort del Meno                       | Lufthansa Saudia                                               | A330-343* A32x  |                       |        |
| Múnich                 | Aeropuerto Internacional de Múnich-Franz Josef Strauss | Saudia                                                         | A32x            |                       |        |
| Austria                |                                                        |                                                                |                 |                       |        |
| Viena                  | Aeropuerto de Viena-Schwechat                          | Flynas (Estacional)                                            | A32x            |                       |        |
| Bélgica                |                                                        |                                                                |                 |                       |        |
| Bruselas               | Aeropuerto de Bruselas                                 | Flynas                                                         |                 |                       |        |
| Bosnia y Herzegovina   |                                                        |                                                                |                 |                       |        |
| Sarajevo               | Aeropuerto Internacional de Sarajevo                   | Flynas (Estacional)                                            | A32x            |                       |        |
| España                 |                                                        |                                                                |                 |                       |        |
| Madrid                 | Aeropuerto de Madrid-Barajas                           | Saudia (Vía JED)                                               |                 |                       |        |
| Málaga                 | Aeropuerto de Málaga-Costa del Sol                     | Saudia (Vía CMN) (Estacional)                                  |                 |                       |        |
| Francia                |                                                        |                                                                |                 |                       |        |
| París                  | Aeropuerto de París-Charles de Gaulle                  | Saudia                                                         | B777            |                       |        |
| Grecia                 |                                                        |                                                                |                 |                       |        |
| Atenas                 | Aeropuerto Internacional Eleftherios Venizelos         | Aegean Airlines Saudia (Estacional)                            | A32x            |                       |        |
| Italia                 |                                                        |                                                                |                 |                       |        |
| Milán                  | Aeropuerto de Milán-Malpensa                           | Saudia (Estacional)                                            |                 |                       |        |
| Roma                   | Aeropuerto de Roma-Fiumicino                           | Saudia                                                         | A32x            |                       |        |
| Polonia                |                                                        |                                                                |                 |                       |        |
| Varsovia               | Aeropuerto de Varsovia-Chopin                          | LOT Polish Airlines                                            |                 |                       |        |
| Reino Unido            |                                                        |                                                                |                 |                       |        |
| Londres                | Aeropuerto de Londres-Heathrow                         | British Airways Saudia                                         |                 |                       |        |
| Rusia                  |                                                        |                                                                |                 |                       |        |
| Moscú                  | Aeropuerto Internacional de Moscú-Vnúkovo              | Flynas                                                         |                 |                       |        |
| Suiza                  |                                                        |                                                                |                 |                       |        |
| Ginebra                | Aeropuerto Internacional de Ginebra                    | Saudia                                                         | A3xx            |                       |        |
| Turquía                |                                                        |                                                                |                 |                       |        |
| Estambul               | Aeropuerto Internacional de Estambul                   | Saudia Turkish Airlines                                        |                 |                       |        |
| Estambul               | Aeropuerto Internacional Sabiha Gökçen                 | Flynas Pegasus Airlines                                        | A32x            |                       |        |

## Estadísticas
Ver fuente y consulta Wikidata.
- Datos: Q47157
- Multimedia: King Khalid International Airport / Q47157